# Pascoite
La pascoite (simbolo IMA: Pas) è un minerale non molto diffuso della famiglia della pascoite e all'interno del quale viene collocato nel gruppo della pascoite; appartiene alla famiglia degli "ossidi e idrossidi" e possiede composizione chimica Ca3V5+10O28 • 17H2O.

## Etimologia e storia
Il 20 novembre 1905, una spedizione del Servizio Geologico degli Stati Uniti guidata dal geologo e mineralogista statunitense Donnel Foster Hewett e da José J. Bravo scoprì la "Mina Ragra" nella zona di Hacienda Quisque, vicino a Cerro de Pasco (Perù), che in seguito si sarebbe rivelata il più grande giacimento di vanadio del mondo. Hewett fu anche il primo a studiare la mineralogia del giacimento e pubblicò diversi articoli sull'argomento.
Diversi anni dopo, William Francis Hillebrand riesaminò il materiale che Hewitt aveva riportato negli Stati Uniti dal Perù. Oltre alla prima descrizione dei due minerali hewettite e metahewettite, fu identificato anche un altro nuovo minerale. Nel 1914, la prima descrizione scientifica di tutti e tre i minerali fu fatta da un team di mineralogisti e chimici statunitensi, tra cui William Francis Hillebrand, Herbert Eugene Merwin e Fred E. Wright, sulla rivista scientifica statunitense "Proceedings of the American Philosophical Society". Il terzo minerale, che Hewitt trovò solo sottoterra, venne chiamato dagli autori pascoite, nome preso dalla provincia di Pasco in Perù, dove si trovava la località tipo del nuovo minerale.
Il campione tipo della pascoite è conservato nella collezione del Museo Mineralogico e Geologico dell'Università Harvard a Cambridge (Massachusetts, Stati Uniti) con il numero di catalogo 101701 e nella collezione del National Museum of Natural History di Washington, appartenente allo Smithsonian Institution con i numeri di catalogo NMNH-87662 e NMNH-93297.

## Classificazione
La classica nona edizione della sistematica dei minerali di Strunz, aggiornata dall'Associazione Mineralogica Internazionale (IMA) fino al 2009, elenca la pascoite nella classe "4. Ossidi (idrossidi, V[5,6] vanadati, arseniti, antimoniti, bismutiti, solfiti, seleniti, telluriti, iodati)" e da lì nella sottoclasse "4.H V[5,6] Vanadati"; questa viene suddivisa in modo più fine in base al tipo di vanadato presente nel minerale, in modo tale che la magnesiopascoite possa essere trovata nella sezione "4.HC [6]-Sorovanadati" dove forma il sistema nº 4.HC.05 insieme alla lasalite e alla magnesiopascoite.
Tale classificazione resta invariata anche nell'edizione successiva, proseguita dal database "mindat.org" e chiamata Classificazione Strunz-mindat, all'interno della quale i membri del sistema nº 4.HC.05, oltre ai minerali già citati, sono in compagnia anche di idropascoite, hughesite e rakovanite.
Nella Sistematica dei lapis (Lapis-Systematik) di Stefan Weiß la pascoite è elencata nella classe degli "ossidi" e da lì nella sottoclasse degli "ossidi di vanadio (polivanadati con V4+/5+)"; qui il minerale si trova nel "gruppo dei vanadati" dove forma il sistema nº IV/G.01 insieme a bluestreakite, gunterite, burroite, hughesite, huemulite, hummerite, kokinosite, lasalite, magnesiopascoite, nashite, postite, rakovanite, schindlerite, sherwoodite e wernerbaurite.
La classificazione dei minerali secondo Dana elenca la pascoite nella famiglia dei "fosfati, arseniati e vanadati"; qui è nella classe degli "ossosali di vanadio" e nella sottoclasse degli "ossosali di vanadio (VmOn)" dove forma il "gruppo della pascoite" con il numero di sistema 47.02.01 di cui è l'unico membro.

## Abito cristallino
La pascoite cristallizza nel sistema monoclino nel gruppo spaziale B2 con le costanti di reticolo a = 16,834 Å, b = 10,156 Å, c = 10,921 Å e β = 93,13°, oltre ad avere 2 unità di formula per cella unitaria.

## Origine e giacitura
La pascoite si forma mediante lisciviazione a opera degli ossidi di vanadio superficiali dalle acque sotterranee o come efflorescenze nelle miniere. Il minerale associato è la carnotite.
La pascoite è stata trovata in pochi siti sparsi per il mondo e in scarse quantità, quindi è un minerale raro. Qui si ricorda solo la sua località tipo, la "Mina Ragra" (10.86096°S 76.57216°W) nella provincia di Pasco in Perù.

## Forma in cui si presenta in natura
(Howard Tasker Evans Jr.: The crystal chemistry an mineralogy of vanadium)
Nella sua località tipo, la pascoite è stata trovata principalmente sotto forma di aggregati crostosi di piccoli grani e gruppi di grani, che solo raramente rivelano piccole facce cristalline. Successivamente, piccoli cristalli a forma di listello con facce terminali smussate furono identificati anche nelle croste granulari, che, secondo Harry Berman, furono identificate come le forme delle facce {010}, {110}, {110}, {111}, {111} e {131}. Il prisma {110} è striato parallelamente all'asse {\displaystyle c} [001] e il prisma {111} è striato parallelamente a {101}.
I cristalli di pascoite sono di colore dal rosso-arancio scuro al giallo-arancio. Quando parzialmente disidratati, il loro colore cambia in giallo sporco. Il colore della striscia di pascoite è descritto come giallo cadmio. Le superfici dei cristalli traslucidi mostrano una caratteristica lucentezza vitrea o semi-adamantina.

## Proprietà fisiche e chimiche
La pascoite ha un elevato indice di rifrazione (nα = 1,775, nβ = 1,815, nγ = 1,825) e un'elevata birifrangenza (δ = 0,050) corrispondente alla lucentezza vitrea o semi-adamantina. La pascoite otticamente biassiale negativa ha un angolo dell'asse ottico 2V da 50° a 56° e una forte dispersione con r > v. Alla luce trasmessa, il minerale mostra toni dal giallastro all'arancione con un distinto pleocroismo da {\displaystyle x} = giallo cadmio chiaro, a {\displaystyle y} = giallo cadmio, a {\displaystyle z} = arancione.
La pascoite ha una sfaldatura distinta secondo {010}. Si rompe in modo simile al quarzo, con le superfici di frattura concoidi. La pascoite ha una durezza Mohs di circa 2,5 ed è quindi uno dei minerali da morbidi a medio-duri che possono essere facilmente graffiati con un coltellino tascabile, in modo simile ai minerali di riferimento calcite (durezza 3) o fluorite (durezza 4). La densità misurata per i cristalli di pascoite naturale è 2,455 g/cm³, la densità calcolata è stata determinata essere 2,465 g/cm³.
La pascoite è facilmente solubile in acqua fredda e si scioglie facilmente formando un liquido rosso intenso. A temperatura ambiente non si verifica praticamente alcuna perdita d'acqua, purché l'umidità non si riduca a valori prossimi allo zero. Dopo una disidratazione parziale in anidride fosforica (P2O5), il colore non rimane arancione ma vira al giallo sporco. Dopo la successiva reidratazione in aria umida, il colore della pascoite è di un giallo più chiaro, senza traccia dell'arancione originale.